# 利济北路站
利济北路站位于中华人民共和国湖北省武汉市硚口区，是武汉地铁1号线的地铁车站。

## 车站结构

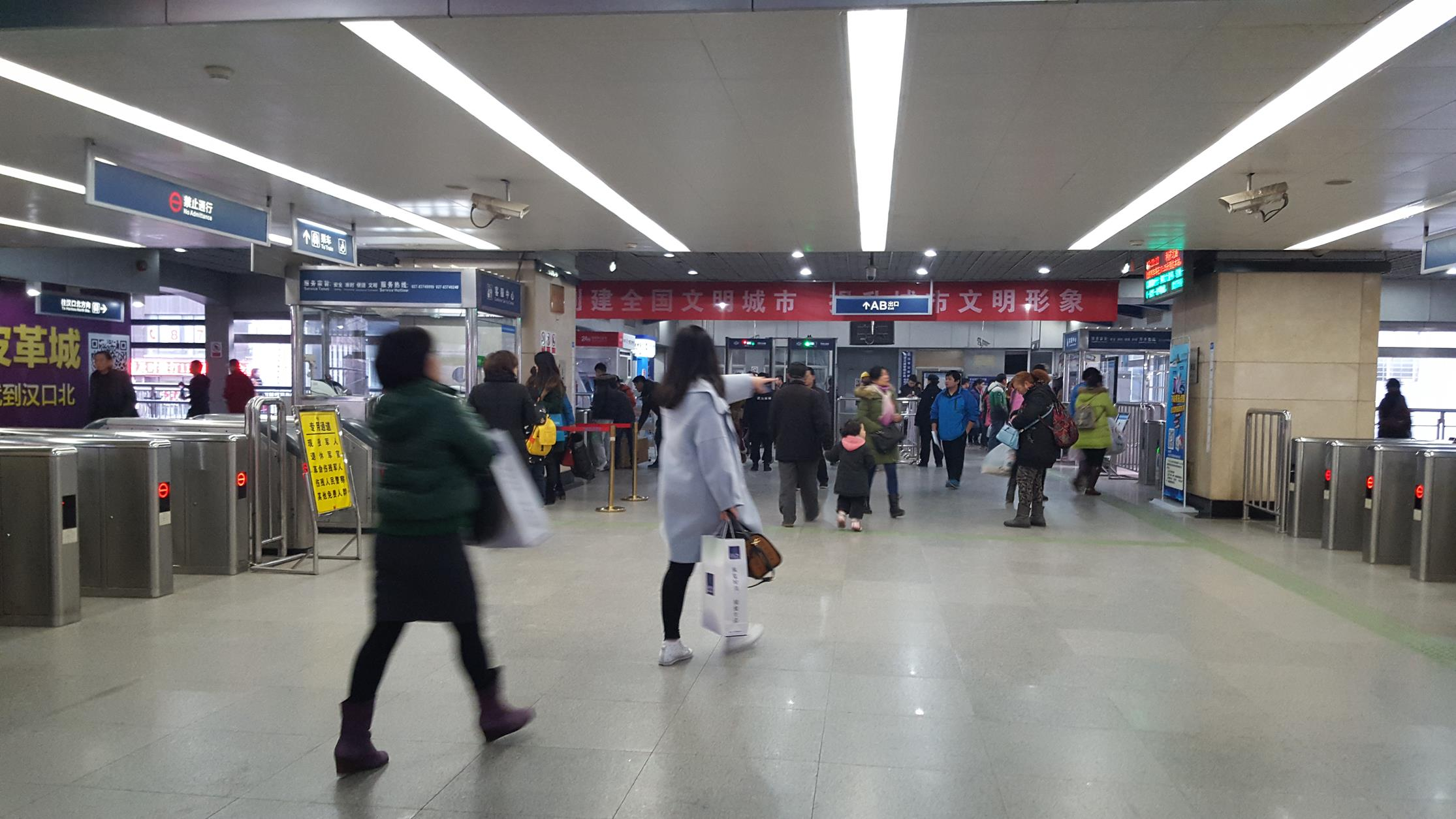
站廳層

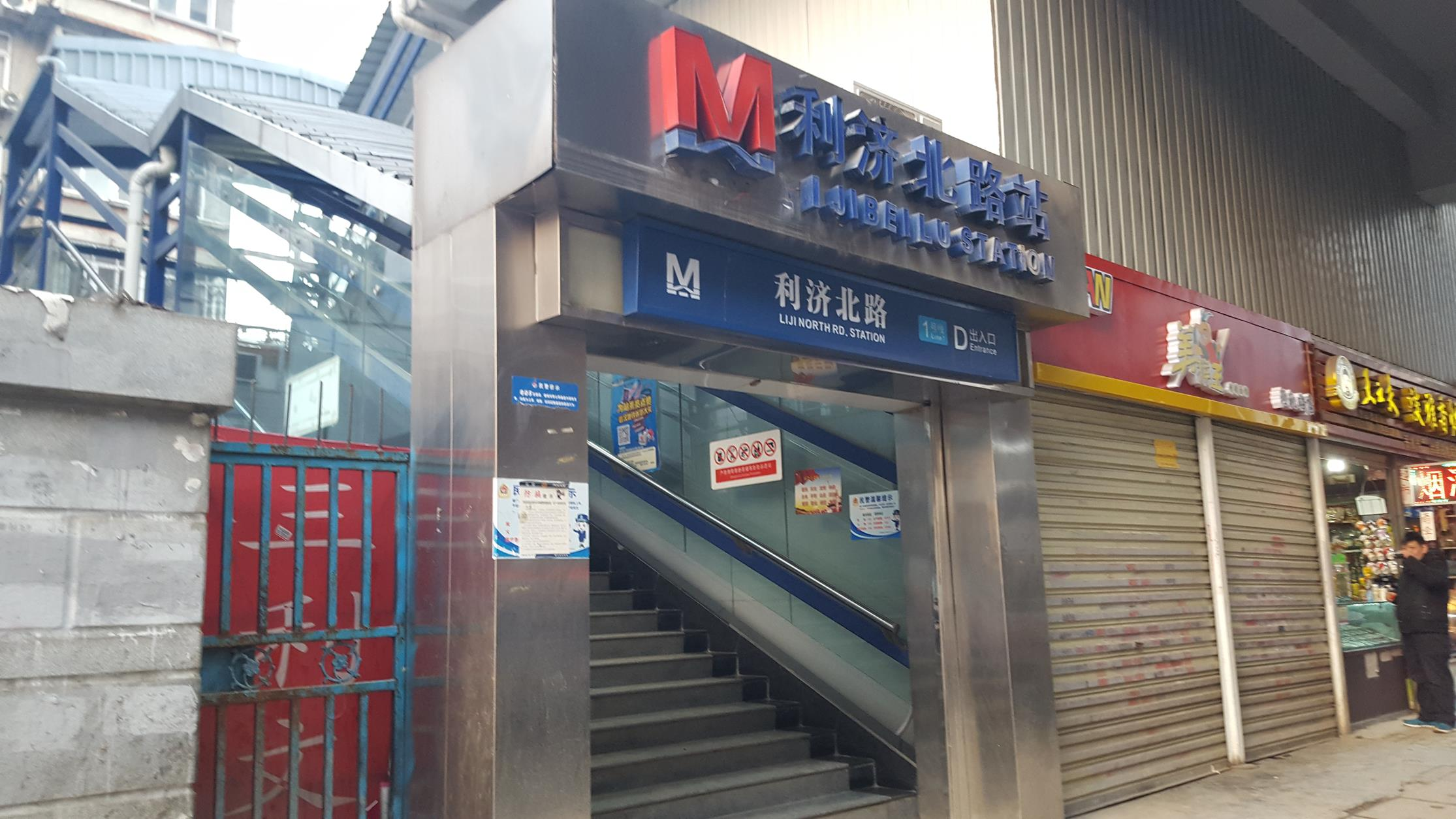
車站D出口

车站位于京汉大道与利济北路的交汇处，沿京汉大道布置。为东西走向
车站为高架三层侧式站台，地面为京汉大道主干道，上二层为车站站厅房屋。
车站现有一人行天桥连通武汉国际广场，长度200米，可直接从国广二楼步行进入车站。因国广同时有地下出入口连接2号线中山公园站，理论上讲可以出站换乘。另外规划有一通道跨越武胜路，连通武胜路公交枢纽站。

### 楼层分布

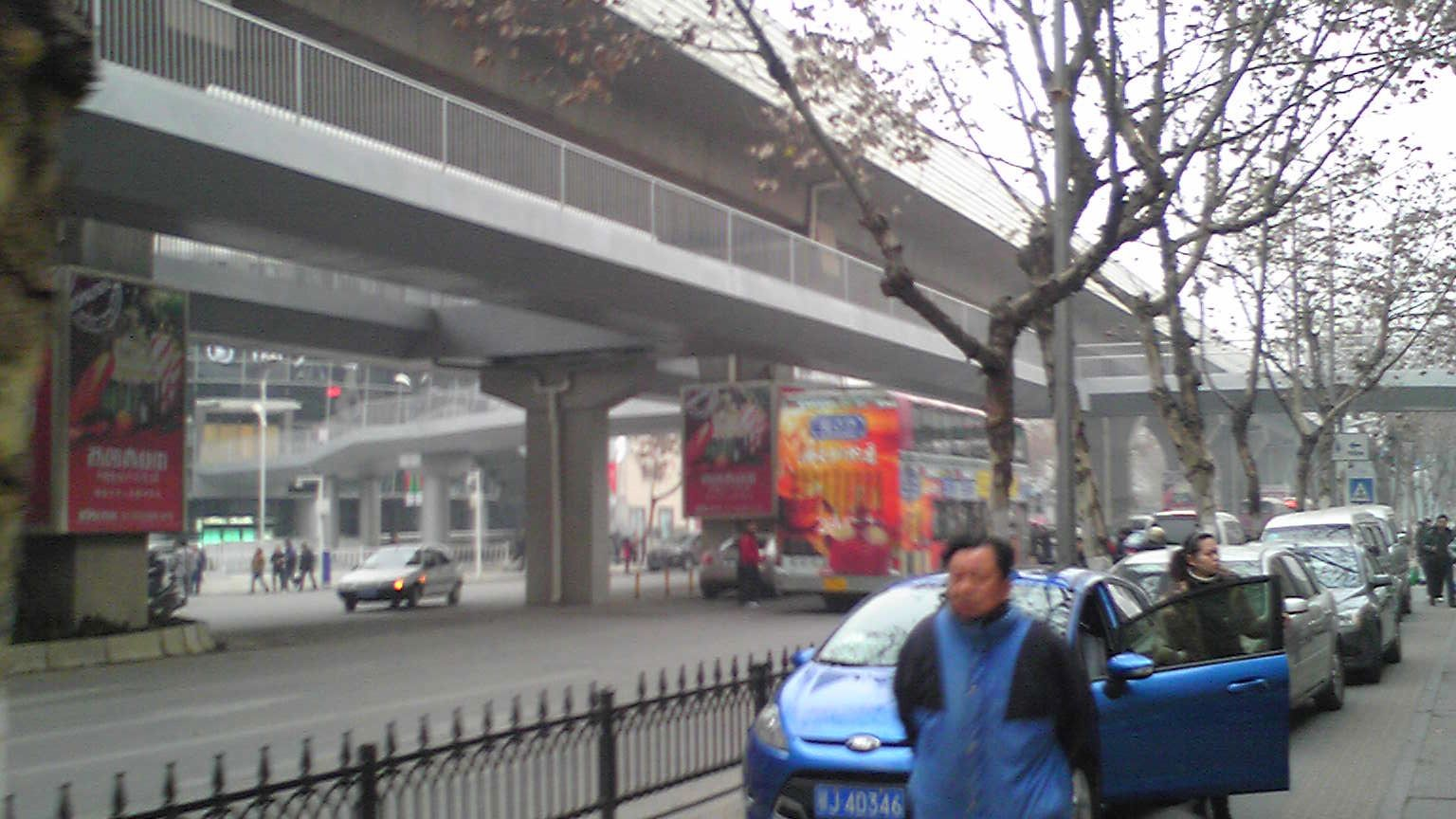
国广连接天桥

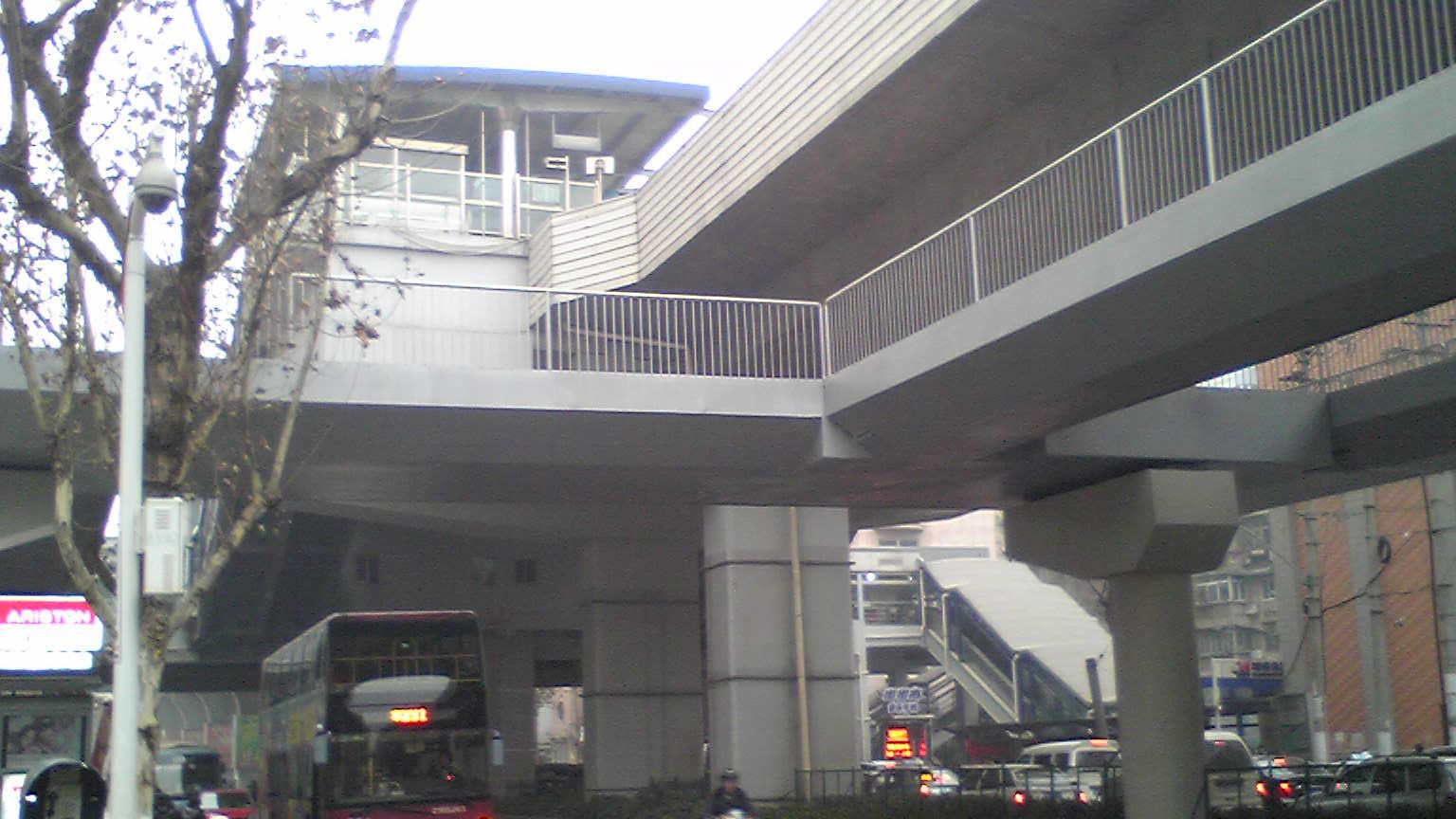
正面天桥即国广连接天桥

| 地上三层 | 侧式站台，右侧开门 | 侧式站台，右侧开门                           | 侧式站台，右侧开门 | 侧式站台，右侧开门 |
|          |                    | █ 1号线 往径河（崇仁路）                     |                    |                    |
|          |                    | █ 1号线 往汉口北（友谊路）                   |                    |                    |
|          | 侧式站台，右侧开门 |                                              |                    |                    |
| 地上二层 | 站厅               | 售票机、客服中心、聯外天橋、连接武汉国际广场 |                    |                    |
| 地面     |                    | 出入口                                       |                    |                    |

### 车站出口
|                                                 |      |      |  |
| 出口編號                                        | 設施 | 照片 |  |
| A                                               |      |      |  |
| B₁                                              |      |      |  |
| B₂                                              |      |      |  |
| C                                               |      |      |  |
| D                                               |      |      |  |
| 注： 設有升降機 \| 設有輪椅升降台 \| 設有洗手間 |      |      |  |

## 历史
利济北路站是武汉地铁1号线一期工程的站点之一。2004年7月28日正式开通运营。

## 接驳交通

### 公汽
622、47、69、291、519、575、592、703、705、726

## 邻近地区
武汉广场、世贸大厦、武汉国际会展中心、新世界百货、新世界酒店、泰合广场、中山公园、汉口中心嘉园、武汉欣悦妇科医院、艳阳天旺角酒店、长江大酒店

### 内部链接
- 武汉地铁车站列表